# A hivatal epizódjainak listája
A hivatal (eredeti cím: The Office) brit szituációs komédia, melyet Ricky Gervais és Stephen Merchant alkotott meg. Eredetileg 2001 és 2003 között sugározta a BBC. 
Az alábbi szócikk a sorozat epizódjait ismerteti, beleértve a különkiadásokat is.

## Évadáttekintés
| Évad | Évad                | Részek száma        | Részek száma        | Eredeti sugárzás      | Eredeti sugárzás      | Eredeti adó |
| Évad | Évad                | Részek száma        | Részek száma        | Évadbemutató          | Évadzáró              | Eredeti adó |
| ---- | ------------------- | ------------------- | ------------------- | --------------------- | --------------------- | ----------- |
|      | 1.                  | 6                   | 6                   | 2001. július 9.       | 2001. augusztus 20.   | BBC Two     |
|      | 2.                  | 6                   | 6                   | 2002. szeptember 30.  | 2002. november 4.     | BBC Two     |
|      | Karácsony           | Karácsony           | Karácsony           | 2003. december 26-27. | 2003. december 26-27. | BBC One     |
|      | The Return of Brent | The Return of Brent | The Return of Brent | 2013. március 15.     | 2013. március 15.     | BBC One     |

## Epizódok

### 1. évad (2001)
| Sor. | Év. | Cím                       | Rendező                           | Író                               | Premier             |
| --- | --- | ------------------------- | --------------------------------- | --------------------------------- | ------------------- |
| 1. | 1.  | 1. rész (Downsize)        | Ricky Gervais és Stephen Merchant | Ricky Gervais és Stephen Merchant | 2001. július 9.     |
| A Wernham Hogg papírkereskedő cég Slough és Swindon településeken kihelyezett telephellyel működik. Költséghatékonysági okokból meg akarják szüntetni az egyik részleget. David Brent, a sloughi részleg vezetője értesíti erről beosztottjait – de felelőtlenül megígéri, senki nem fogja elveszíteni állását. Az első epizód bemutatja a sorozat főszereplőit: David Brent téveszmés menedzsert; Gareth Keenant, David kibírhatatlan és munkáját túl komolyan vevő területi ügyintéző helyettesét; Tim Canterbury kereskedőt; valamint Dawn Tinsley recepciósnőt, akit bár eljegyeztek, Timmel kölcsönösen és kimondatlanul vonzódnak egymáshoz. Az unatkozó és munkájával elégedetlen Tim azzal szórakoztatja magát, hogy Gareth kárára követ el csínyeket. |     |                           |                                   |                                   |                     |
| 2. | 2.  | 2. rész (Work Experience) | Ricky Gervais és Stephen Merchant | Ricky Gervais és Stephen Merchant | 2001. július 16.    |
| Donna új alkalmazottként érkezik a sloughi részleghez és a lány szüleinek tett szívességként David átmenetileg befogadja otthonába. Egy pornográf fotó terjed az irodában, melyre David arcát szerkesztették rá, zavarba hozva a vezetőt. Gareth kap megbízást a tettes kinyomozására, és egyből Timet kezdi vádolni, bizonyíték nélkül. A Wernham Hogg területi vezetője és David főnöke, Jennifer is megérkezik, hogy ellenőrizze David leépítéssel kapcsolatos intézkedéseit – legnagyobb bosszúságára azonban David nem sokat tett az ügy érdekében. Hogy a nő tévedését bizonyítsa, David konfrontálódik Timmel a kép matt. Tim elárulja, azt Chris Finch, David legjobb barátja készítette, ezért David hozzáállása is azonnal megváltozik. Jennifer utasítására ki kéne rúgnia Christ, amit David látszólag telefonon keresztül meg is tesz, de hamar lebukik, hogy valójában csak a pontos időt hívta fel. |     |                           |                                   |                                   |                     |
| 3. | 3.  | 3. rész (The Quiz)        | Ricky Gervais és Stephen Merchant | Ricky Gervais és Stephen Merchant | 2001. július 23.    |
| Tim harmincadik születésnapja egy napra esik azzal a kocsmakvízzel, amelyet David és Christ hat egymást követő évben megnyert. David ideiglenes alkalmazottként felveszi Rickyt, a leépítésekről szóló hírek ellenére. Ricky kifejezetten intelligensnek bizonyul, ezért David egyre kétségbeesettebben (és sikertelenül) próbálja bizonyítani szellemi fölényét. Chris Finch, aki hajlamos durva és másokra sértő (például szexista és homofób) poénokat, illetve megjegyzéseket elsütni, a kvízest előtt ellátogat a részlegre. Chris lenézően nyilvánul meg a főiskolai hallgatókról, és sértegeti Rickyt, aki a kvízen visszavág és egy döntő kérdésre elsőként válaszol helyesen. Bár Chris először válaszolt, de helytelenül, és a kvízmester Gareth nem mondta el, hogy minden csapat csak egyszer válaszolhat, konfliktus tör ki. Ezt egy cipődobáló kihívással döntik el, amit Chris önelégülten megnyer. |     |                           |                                   |                                   |                     |
| 4. | 4.  | 4. rész (Training)        | Ricky Gervais és Stephen Merchant | Ricky Gervais és Stephen Merchant | 2001. július 30.    |
| A Wernham Hogg alkalmazottainak egy külsős előadó, Rowan tart tréninget. David folyamatosan félbeszakítja az oktatást, a munkájába beleunt Tim egy idő után elhagyja a termet. A cselekmény másik szálának középpontjában Dawn és a cégnél raktárosként dolgozó jegyese, Lee áll. A pár nehéz időszakot él át kapcsolatukban, Dawn könnyek között tér vissza dolgozni. Tim, azt feltételezve, hogy Dawn elhagyta Lee-t, a többiek előtt meghívja a lányt egy italra. Amikor megtudja, hogy Dawn még mindig együtt van jegyesével, Tim megpróbálja pusztán baráti gesztusként beállítani a meghívást. |     |                           |                                   |                                   |                     |
| 5. | 5.  | 5. rész (New Girl)        | Ricky Gervais és Stephen Merchant | Ricky Gervais és Stephen Merchant | 2001. augusztus 13. |
| Az elbocsátások ellenére David felvesz egy új titkárnőt, Karent, kizárólag a nő iránt érzett vonzalma miatt. Donna elkésik a munkából, miután házon kívül töltötte az éjszakát. Hogy javítson a személyzet hangulatán, David csapatépítő eseményt szervez egy helyi éjszakai klubban. Gareth megismerkedik egy nővel és intim viszonyba kerülnek, de amikor Gareth megtudja, hogy a nő házas és férjével egy harmadik felet keresnek az éjszaka eltöltéséhez, faképnél hagyja őt. David próbálkozásai Karennel és más nőkkel kudarcot vallanak. Donna bejelenti, hogy Rickyvel töltötte az éjszakát, aki ezt örömmel dörgöli a lányre szintén szemet vető Chris orra alá. |     |                           |                                   |                                   |                     |
| 6. | 6.  | 6. rész (Judgement)       | Ricky Gervais és Stephen Merchant | Ricky Gervais és Stephen Merchant | 2001. augusztus 20. |
| Jennifer visszatér Sloughba és bejelenti új üzlettársi kapcsolatát a Wernham Hogg céggel – így korábbi állása felszabadult és azt David veheti át, mivel az igazgatóság többsége őt szavazta meg a pozícióra. David elfogadja a pozíciót, bár tudja, ezzel a sloughi részleget leépítik és beolvasztják swindoni részlegbe. Így korábbi ígéretével ellentétben alkalmazottai közül többen állás nélkül maradnak. David megosztja a híreket beosztottjaival, beleértve előléptetését is, ami senkit nem érdekel és csak még jobban utálják miatta főnöküket. A búcsúbuliján mindenki meglepetésére David bejelenti, visszautasította az ajánlatot és biztosította, hogy mindenki állása biztonságban maradjon a sloughi részlegen. David előléptetést ajánl fel a távozni akaró Timnek, Dawn ezért csalódik Timben – hiszen ez arra emlékezteti, hogy megbánta, amikor vőlegénye hatására feladta gyermekkönyv-illusztrátori álmait. Egy alkalmazott később konfrontálódik Daviddel egy pletyka miatt, mely szerint David csupán azért nem fogadta el az állást, mert kapott meg egy orvosi engedélyt. David kitérő választ ad és arra célozgat: szándékosan nem ment át az orvosi teszten. |     |                           |                                   |                                   |                     |

### 2. évad (2002)
| Sor. | Év. | Cím                  | Rendező                           | Író                               | Premier              | Nézettség   |
| --- | --- | -------------------- | --------------------------------- | --------------------------------- | -------------------- | ----------- |
| 1. | 1.  | 1. rész (Merger)     | Ricky Gervais és Stephen Merchant | Ricky Gervais és Stephen Merchant | 2002. szeptember 30. | 4,93 millió |
| Neil Godwin és a swindoni részleg több alkalmazottja megérkezik Sloughba, Neil pedig átveszi Jennifer feladatkörét. David csapata azonnal megkedveli Neilt, Davidnek pedig emiatt egyre ellenszenvesebb lesz új főnöke. Tim, immár kereskedelmi vezetőként, sokkal komolyabban veszi munkáját, bár Gareth megkérdőjelezi őt, mint neki munkahelyi utasításokat adható feljebbvalóját. Tim fölényes viselkedése miatt Dawn is eltávolodik tőle. David folyamatosan egy fekete férfi péniszéről szóló viccet mesél, amit Garethtől hallott korábban, de a swindoni csapat ezen felháborodik és panaszt tesznek Jennifernél. David másodszor is fejmosást kap Jennifertől, miután a kannabiszfogyasztással poénkodik. |     |                      |                                   |                                   |                      |             |
| 2. | 2.  | 2. rész (Appraisals) | Ricky Gervais és Stephen Merchant | Ricky Gervais és Stephen Merchant | 2002. október 7.     | 3,94 millió |
| David teljesítményértékelést tart a csapatának, melynek során Keith teljesen motiválatlannak tűnik a munkája iránt. A swindoni csoport jelzi, hogy jobban preferálják Neil vezetői stílusát Davidénél. David ebédre hívja őket, de nem jár sikerrel és sértetten megjegyzi, csak ő tesz erőfeszítéseket a jó munkahelyi viszony érdekében. A munkahelyre visszatérve David leteremti Neilt, amiért az szórakozik a csapat másik felével, munka helyett. A zavarodott, de dühös Neil kérdőre vonja Davidet és megköveteli tőle a tiszteletteljes viselkedést. Ezután David azt hazudja Timnek és Garethnek, hogy Neil szidalmazta a slougi csapatot, de fizikai konfrontáció esetén könnyedén legyőzné riválisát. Tim ezt kétkedve hallgatja. |     |                      |                                   |                                   |                      |             |
| 3. | 3.  | 3. rész (Party)      | Ricky Gervais és Stephen Merchant | Ricky Gervais és Stephen Merchant | 2002. október 14.    | 3,56 millió |
| Trudy, a swindoni csapat tagja a születésnapját ünnepli az irodában, de David a társasági készségeinek teljes hiányával elrontja a hangulatot. Rachel, egy másik swindoni alkalmazott kegyeiért Gareth és Tim rivalizálni kezd egymással, bár a lány egyértelműen Tim iránt érdeklődik jobban. Rachel ráveszi Timet, rejtse el Trudy dildóját David irodájában, Dawn féltékenyen figyeli az eseményeket, melyekből őt kihagyták. A Cooper & Webb tanácsadó cég képviselői felkeresik Davidet és motivációs előadóként magas díjazású munkát ajánlanak fel neki. David boldogan elfogadja az ajánlatot és mindenkinek eldicsekszik vele, de csalódottan értesül arról, hogy Neilt is megkeresték ugyanezzel az ajánlattal. Neil figyelmezteti Davidet: egyéb elfoglaltságai veszélyeztethetik a Wernham Hoggnál nyújtott teljesítményét. |     |                      |                                   |                                   |                      |             |
| 4. | 4.  | 4. rész (Motivation) | Ricky Gervais és Stephen Merchant | Ricky Gervais és Stephen Merchant | 2002. október 21.    | 3,6 millió  |
| Simon, az iroda rendszergazdája új tűzfalat telepít a dolgozók számítógépére. Munka közben barátjával, Garethtel Simon eltúlzott és hihetetlen sztorijait beszélik meg a gokartozásról, Tim meghallja ezt és kigúnyolja őket. Simon célzásokat tesz az immár Rachelnek udvarló Tim korábbi érdeklődésére Dawn iránt, ezzel elhallgattatva Timet. A kerekesszékes Brenda közli Neillel, hogy nem kapott fizetést. A dühös Neil leteremti a munkáját hanyagul végző Davidet és ismét figyelmezteti: a motivációs előadói munkája veszélyezteti teljesítményét a Wernham Hoggnál. David és asszisztense, Dawn megérkezik a szemináriumok helyszínére, ahol David szokatlan és rendhagyó előadást tart. A jóval profibb előadók közül negatív értelemben kitűnő David csalódást okoz az előadásokért fizető közönségnek. |     |                      |                                   |                                   |                      |             |
| 5. | 5.  | 5. rész (Charity)    | Ricky Gervais és Stephen Merchant | Ricky Gervais és Stephen Merchant | 2002. október 28.    | 4,29 millió |
| Az irodában jótékonysági napot tartanak és az alkalmazottak különféle módokon próbálnak adományokat gyűjteni. Tim azzal keres pénzt, hogy a nap folyamán eldugja Greth személyes tárgyait. Dawn csókokat árul az íróasztalánál, de Neil Rachellel diszkózenére táncol, majd szólóban John Travolta a Szombat esti láz című filmben látható táncát adja elő, nagy sikerrel. David megpróbálja túlszárnyalni főnökét egy rögtönzött tánccal, de kínosan felsül. Neil és Jennifer később kérdőre vonja Davidet egy elmaradt jelentés miatt, mivel munkán kívüli tevékenysége így ismét munkahelyi teljesítményre rovására ment. Neil először ad neki hivatalos figyelmeztetést. David ezért meggondolatlanul arra biztatja főnökét, próbálja meg nélküle elvezetni az irodát – abban a hitben, hogy hűséges beosztottjai fellázadnának, ha főnöküket kirúgnák. Neil és Jennifer hamarosan közli Daviddel, munkája feleslegessé vált és közös megegyezéssel a felmondását javasolják. Tim is pénzt adományoz Dawnnak, egy arcára adott puszit várva cserébe, de a lány szenvedélyesen szájon csókolja. |     |                      |                                   |                                   |                      |             |
| 6. | 6.  | 6. rész (Interview)  | Ricky Gervais és Stephen Merchant | Ricky Gervais és Stephen Merchant | 2002. november 4.    | 4,67 millió |
| David kirúgásának híre nem azt a hatást kelti, amire ő várt – sőt, alkalmazottjainak többsége megkönnyebbülten veszi tudomásul a dolgot. Dawn is beadja felmondását, és azt tervezi, Lee-vel Floridába utaznak. Ezt meghallva Tim szakít Rachellel és négyszemközt bevallja érzéseit Dawnnak, ő megöleli, de nem hajlandó elhagyni vőlegényét. David előadói munkájára a Cooper & Webb sem tart többé igényt, erről egy magazin újságírója által készített interjú közben értesül. David könyörög Neilnek és Jennifernek, ne bocsássák el, de a döntést már jóváhagyták. |     |                      |                                   |                                   |                      |             |

### Karácsonyi különkiadás (2003)
| Sor. | Év. | Cím                                                         | Rendező                           | Író                               | Premier            | Nézettség   |
| --- | --- | ----------------------------------------------------------- | --------------------------------- | --------------------------------- | ------------------ | ----------- |
| 1. | 1.  | Karácsonyi különkiadás: 1. rész (Christmas Special: Part 1) | Ricky Gervais és Stephen Merchant | Ricky Gervais és Stephen Merchant | 2003. december 26. | 7,17 millió |
| Három évvel az eredeti dokumentumsorozat elkészítése után a BBC felkeresi a benne szereplő irodai dolgozókat, hogy kiderítsék, mi történt velük azóta. Miután elküldték a Wernham Hogg cégtől, David Brent utazó ügynökként dolgozik, korábban pedig rengeteg pénzt beleölve kiadott egy sikertelen kislemezt, az "If You Don't Know Me By Now" című dal feldolgozását. Brent megpróbál minden előnyt kisajtolni abból a minimális ismertségből, amit szerzett: „celebként” lealacsonyító szerepléseket vállal éjszakai klubokban és Austin Powersnek öltözve részt vesz egy vakrandin is, katasztrofális eredménnyel. A Wernham Hoggnál Gareth vezető lett, Tim még mindig a cégnél dolgozik, de idegesítő, terhes asztalszomszédja az egyetlen társasága. David rendszeresen beugrik a céghez, hívatlanul és igyekszik „erkölcsi támogatást” nyújtani korábbi alkalmazottainak. Neil egy idő után eltiltja őt ezektől a munkaidőben történő látogatásoktól. Floridában Dawn és vőlegénye, Lee a férfi nővérének házában talált ingyenes albérletet, miközben a bevándorlási hatóságok elől bujkálnak. A dokumentumsorozat készítői repülőjegyeket ajánlanak fel nekik a közelgő sloughi céges karácsonyi buliba, amit ők elfogadnak. |     |                                                             |                                   |                                   |                    |             |
| 2. | 2.  | Karácsonyi különkiadás: 2. rész (Christmas Special: Part 2) | Ricky Gervais és Stephen Merchant | Ricky Gervais és Stephen Merchant | 2003. december 27. | 6,14 millió |
| Hogy Neil és a többi dolgozó előtt jó fényben tüntesse fel magát, David egy internetes társkeresőn női kísérőt keres maga mellé a partira. Eközben feldühíti Neilt, amikor a kutyáját is magával viszi az irodába. David három ismerkedési próbálkozása balul sül el, de a negyedik nő, Carol megjelenik a buliban és egyből megtalálják egymással az összhangot. A partin David végre kiáll magáért, amikor Chris Finch sértő megjegyzést tesz vele kapcsolatban, és Neil is szótlan marad David vonzó kísérőjét látva. Dawn korábban elmegy a buliból Lee-vel, mert el akarják érni Amerikába induló gépüket. A céges Mikulás-ajándékozás alkalmából Tim meglepi Dawnt egy olajfesték készlettel és egy kísérőkártyával, melyen a „soha ne add fel!” üzenet áll. Tim törődését látva Dawn végül úgy dönt, elhagyja Lee-t és a partira visszatérve megcsókolja Timet. A csoportkép készítésekor David végre mindenkit meg tud nevettetni, egy brit szituációs komédia szereplőjét, Frank Spencert utánozva. |     |                                                             |                                   |                                   |                    |             |

### The Return of Brent(2013)
A Red Nose Day 2013 elnevezésű jótékonysági rendezvénysorozat részeként és A hivatal befejezésének tízéves évfordulója alkalmából készült el ez a különkiadás, melynek középpontjában David áll.
| Sor. | Év.  | Cím                 | Premier           |
| --- | ---- | ------------------- | ----------------- |
| N/A. | N/A. | The Return of Brent | 2013. március 15. |
| David tehetséggondozóként kezd új karrierbe a zeneiparban, egy Dom Johnson (Doc Brown) nevű rappert segítve. |      |                     |                   |

## Lásd még
- David Brent: Life on the Road (2016)

## Fordítás
- Ez a szócikk részben vagy egészben  a   List of The Office (British TV series) episodes című angol Wikipédia-szócikk ezen változatának fordításán alapul.  Az eredeti cikk szerkesztőit annak laptörténete sorolja fel. Ez a jelzés csupán a megfogalmazás eredetét és a szerzői jogokat jelzi, nem szolgál a cikkben szereplő információk forrásmegjelöléseként.